# Hyadesiidae
Hyadesiidae zijn  een familie van mijten. Bij de familie zijn twee geslachten met circa 50 soorten ingedeeld.